# Параллельные прямые

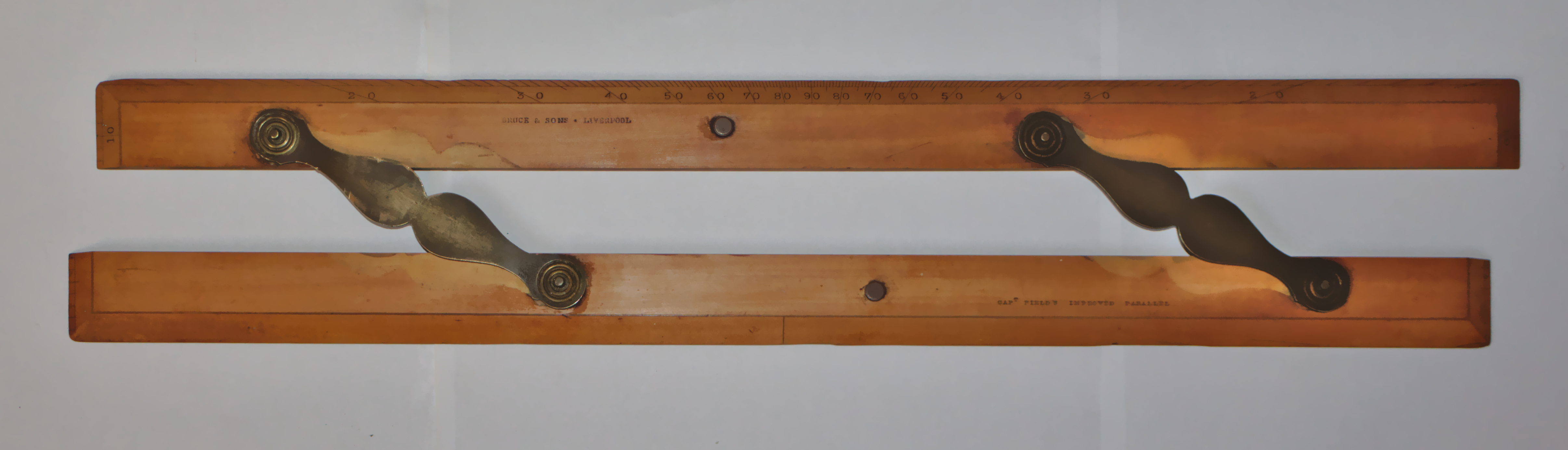
Линейка для черчения параллельных прямых

Паралле́льные прямы́е (от др.-греч. παράλληλος буквально «идущий рядом; идущий вдоль другого») в планиметрии — непересекающиеся прямые. В стереометрии две прямые называются параллельными, если лежат в одной плоскости и не пересекаются.
Параллельность прямых {\displaystyle m} и {\displaystyle n} принято обозначать следующим образом: {\displaystyle m\parallel n.}

## В евклидовой геометрии

На чертежах параллельные линии выделяются одинаково направленными стрелками.

В евклидовой геометрии параллельными прямыми называются прямые, которые лежат в одной плоскости и не пересекаются.
В другом варианте определения совпадающие прямые также считаются параллельными.
Преимущество последнего определения состоит в том, что параллельность становится отношением эквивалентности.

### Свойства
- Через любую точку, не лежащую на прямой, можно провести прямую, параллельную данной, и притом только одну. Последняя часть этого утверждения — знаменитый пятый постулат Евклида. Замена пятого постулата контр-утверждением ведёт к геометрии Лобачевского (см. ниже) или к геометрии Римана (в зависимости от того, какое утверждение выбрано: можно провести больше одной прямой или ни одной).
- Если прямая пересекает одну из параллельных прямых, то она пересекает и другую (такая прямая называется секущей). При этом образуется 8 углов, некоторые характерные пары которых имеют особые названия и свойства:
  - Соответственные углы — пара углов, расположенных в одной полуплоскости относительно секущей, вершина которых есть точки пересечения каждой из параллельных прямых с секущей, стороны углов лежат на соответствующей прямой и на секущей, причём только одна из них относительно «своей» прямой лежит по разные от этой прямой они равны (Рис.1).
  - Накрест лежащие углы — пара углов с вершинами в точках пересечения каждой из параллельных прямых с секущей и расположены по разные стороны от неё, причём стороны углов принадлежат параллельным прямым и секущей. Накрест лежащие углы равны (Рис.2).
  - Внутренние односторонние углы в сумме составляют 180° (Рис.3).

|                                                                         |                                                                                    | |
| Рис.1: Соответственные углы равны, {\displaystyle \alpha =\alpha _{1}}. | Рис.2: Внутренние накрест лежащие углы равны, {\displaystyle \alpha =\gamma _{1}}. | Рис.3: Односторонние углы являются дополнительными, {\displaystyle \alpha +\delta _{1}=180^{\circ }}. |

- Если считать совпадающие прямые параллельными, то параллельность будет бинарным отношением эквивалентности, которое разбивает всё множество прямых на классы параллельных между собой прямых.
- Множество точек плоскости, расположенных на некотором фиксированном расстоянии от данной прямой, по одну сторону от неё, есть прямая, параллельная данной.

### Построение параллельных прямых

Построение двух параллельных прямых на плоскости с помощью циркуля и линейки можно разделить на несколько этапов:
1. Построение прямой {\displaystyle a}, относительно которой нужно построить параллельную прямую.
2. Построение прямой {\displaystyle b}, перпендикулярной прямой {\displaystyle a} (см. построение перпендикуляра).
3. Построение прямой {\displaystyle c}, перпендикулярной прямой b, и не совпадающей с прямой {\displaystyle a} (аналогично построению прямой {\displaystyle b}).

### В стереометрии
В планиметрии две различные прямые либо пересекаются, либо параллельны. В стереометрии возможен третий вариант — прямые могут не пересекаться, так как не лежат в одной плоскости. Такие прямые называются скрещивающимися прямыми.

## В геометрии Лобачевского

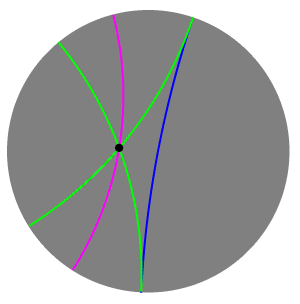
Параллельные прямые в модели Пуанкаре: две зелёные прямые равнобежны (асимптотически параллельны) синей прямой, а фиолетовая ультрапараллельна к ней

В геометрии Лобачевского в плоскости через точку {\displaystyle C} вне данной прямой {\displaystyle AB} проходит бесконечное множество прямых, не пересекающих {\displaystyle AB}.
Прямая {\displaystyle CE} называется равнобежной прямой {\displaystyle AB} в направлении от {\displaystyle A} к {\displaystyle B}, если:
1. точки {\displaystyle B} и {\displaystyle E} лежат по одну сторону от прямой {\displaystyle AC};
2. прямая {\displaystyle CE} не пересекает прямую {\displaystyle AB}, но всякий луч, проходящий внутри угла {\displaystyle ACE}, пересекает луч {\displaystyle AB}.

Аналогично определяется прямая, равнобежная {\displaystyle AB} в направлении от {\displaystyle B} к {\displaystyle A}.
Равнобежные прямые называются также асимптотически параллельными или просто параллельными.
Все остальные прямые, не пересекающие данную, называются ультрапараллельными или расходящимися.

### Свойства
- Расходящиеся параллельные прямые имеют единственный общий перпендикуляр.
  - Этот перпендикуляр соединяет ближайшую пару точек на этих прямых.

- Несмотря на то, что асимптотически параллельные прямые не пересекаются, на любой паре асимптотически параллельных прямых можно выбрать произвольно близкие точки.